# ピーター・スウィンナートン＝ダイアー
サー・ヘンリー・ピーター・フランシス・スウィンナートン＝ダイアーKBE, FRS（Sir Henry Peter Francis Swinnerton-Dyer, 16th Baronet、1927年8月2日 - 2018年12月26日）は、イギリスの数学者で、ケンブリッジ大学で数論の教授だった。数学者として、楕円曲線の代数的性質とL-関数の特殊値を関連付けるバーチ・スウィンナートン＝ダイアー予想において最も知られていた。その予想は、計算機による数値計算によりブライアン・バーチとの1960年代初期に得られたものであり、Titan OS上の業績だった。

## 生涯
スウィンナートン＝ダイアーは、15代準男爵であるSir Leonard Schroeder Swinnerton Dyerの息子であり、妻はHereward Brackenburyの娘だった。ケンブリッジ大学トリニティ・カレッジのフェローになり、セント・キャサリンズ・カレッジの学長になり、1979年から1983年までケンブリッジ大学の副学長だった。1983年、セント・キャサリン・カレッジの名誉フェロー、大学助成委員会の委員長となり、そして1989年から教育基金配分評議会の最高責任者となった。1967年王立協会のフェローに選出され、1987年大英帝国勲章のKBEとなった。2006年シルヴェスター・メダルを受賞し、バース大学により名誉学位(科学博士)が贈られた。
スウィンナートン＝ダイアーは若いころ、国際ブリッジ選手で、European Open temams championshipで二度イギリスチームの代表を務めた。1953年ヘルシンキで、ディミー・フレミング(Dimmie Fleming) (女性がイギリスオープンチームでプレイした唯一の場合だった)とパートナーを組み、チームは15組のチームの中で2番になった。1962年ベイルートで、ケン・バーバー(Ken Barbour)とパートナーを組み、チームは12組の中で4番になった. 。
1983年、ハリエット・クローフォード博士(Dr Harriet Crawford)と結婚した。

### 死去
スウィンナートン＝ダイアーは2018年12月26日、91歳で死去した。

## 書籍
- Swinnerton-Dyer, H.P.F. (1974), Analytic theory of Abelian varieties, LMS Lecture Notes, 14, Cambridge University Press, ISBN 0-521-20526-3.
- Swinnerton-Dyer, Peter (2001), A brief guide to algebraic number theory, LMS Student Text, Cambridge University Press, ISBN 0-521-00423-3.